# Canistrum giganteum
Espèce
Synonymes
- Canistrum ingratum Mez
- Karatas regnellii Baker
- Nidularium giganteum Baker
- Regelia regnellii (Baker) Lindm. [illégitime]
- Wittrockia gigantea (Baker) Leme

Canistrum giganteum est une espèce de plantes tropicales de la famille des Bromeliaceae, endémique du Brésil.

## Synonymes
- Canistrum ingratum Mez
- Karatas regnellii Baker
- Nidularium giganteum Baker
- Regelia regnellii (Baker) Lindm. [illégitime]
- Wittrockia gigantea (Baker) Leme

## Distribution
L'espèce est endémique du sud-est du Brésil.

## Description
L'espèce est épiphyte ou lithophyte.